# Чемпионат СССР по тяжёлой атлетике 1940
17-й чемпионат СССР по тяжёлой атлетике прошёл с 28 по 30 мая 1940 года в Минске (Белорусская ССР). В нём приняли участие 250 атлетов, которые были разделены на 6 весовых категорий и соревновались в троеборье (жим, рывок и толчок).

## Медалисты
| Категория                    | Золото                               | Золото                           | Серебро                             | Серебро                      | Бронза                                    | Бронза                           |
| До 56 кг (легчайший вес)     | Митрофан Косарев «Строитель» Москва  | 300 кг (90 + 87,5 + 122,5)       | Александр Конкин «Правда» Киев      | 297,5 кг (90 + 90 + 117,5)   | Борис Кустов «Динамо» Ленинград           | 280 кг (85 + 82,5 + 112,5)       |
| До 60 кг (полулёгкий вес)    | Георгий Попов «Спартак» Киев         | 330 кг (90 + 105 + 135)          | Моисей Касьяник «Строитель» Тбилиси | 320 кг (100 + 100 + 120)     | Александр Донской Красная Армия Хабаровск | 315 кг (92,5 + 97,5 + 125)       |
| До 67,5 кг (лёгкий вес)      | Николай Шатов «Динамо» Москва        | 355 кг (105 + 110 + 140)         | Алексей Жижин «Пищевики» Ленинград  | 337,5 кг (100 + 100 + 137,5) | Юзеф Полонский «Спартак» Киев             | 337,5 кг (102,5 + 102,5 + 132,5) |
| До 75 кг (средний вес)       | Григорий Новак «Правда» Киев         | 377,5 кг (125 + 117,5 + 135)     | Александр Яковлев «Зенит» Ленинград | 362,5 кг (100 + 117,5 + 145) | Николай Соколов «Торпедо» Киев            | 355 кг (100 + 110 + 145)         |
| До 82,5 кг (полутяжёлый вес) | Александр Божко Красная Армия Москва | 380 кг (105 + 117,5 + 157,5)     | Ефим Хотимский «Спартак» Киев       | 380 кг (122,5 + 110 + 147,5) | Владимир Гасаненко «Строитель» Москва     | 365 кг (115 + 107,5 + 142,5)     |
| Свыше 82,5 кг (тяжёлый вес)  | Яков Куценко «Локомотив» Киев        | 417,5 кг (122,5 + 127,5 + 167,5) | Серго Амбарцумян «Спартак» Ереван   | 405 кг (120 + 125 + 160)     | Пётр Кустодов «Динамо» Ашхабад            | 387,5 кг (125 + 115 + 147,5)     |